# Przejściowy Punkt Kontrolny Szczecin
Przejściowy Punkt Kontrolny Szczecin – pododdział Wojsk Ochrony Pogranicza pełniący służbę na przejściu granicznym z Niemcami.
W październiku 1945, Naczelny Dowódca Wojska Polskiego nakazywał sformować na granicy  51 przejściowych punktów kontrolnych.
Graniczna placówka kontrolna Szczecin powstała w 1945 jako drogowy przejściowy punkt kontrolny III kategorii o etacie nr 8/12 . Obsada PPK składała się z 10 żołnierzy i 1 pracownika cywilnego.
Rozformowany jesienią 1946.